# Левитин, Юрий Абрамович
Ю́рий Абра́мович Леви́тин (1912—1993) — советский композитор. Лауреат Сталинской премии третьей степени (1952). Народный артист РСФСР (6 марта 1980). Член ВКП(б) с 1947 года.

## Биография
Ю. А. Левитин родился 15 (28 декабря) 1912 года в Полтаве.
В 1935 году окончил ЛГК имени Н. А. Римского-Корсакова. В 1937 году — аспирантуру по классу фортепиано. В 1942 году окончил консерваторию по классу композиции у Д. Д. Шостаковича.
Работал пианистом в Ленинградской государственной эстраде и ЛГАФ (1931—1941). Заведовал музыкальной частью Театра эстрады в Ташкенте (1941—1942). С 1942 года жил и работал в Москве.
Ю. А. Левитин умер 26 июля 1993 года в Москве; похоронен на Введенском кладбище (20 уч.).

## Сочинения
- - оперы
- «Монна Марианна» (1939)
- «Мойдодыр» (1963) (скорей всего, 1958 или раньше - первый выпуск пластинки датируется 1958 годом - https://records.su/album/45363)
- «Калина красная» по В. М. Шукшину (1983)
  - оратории
- «Священная война» (1942),
- «Реквием памяти павших героев» (1946)
- «Хиросима не должна повториться» (1967)
- «Памяти поэта» на тексты Н. А. Заболоцкого (1988)
  - семь кантат
  - две симфонии
  - пять симфониетт
  - концерты с оркестром
  - 24 прелюдии для скрипки соло
  - камерно-инструментальные ансамбли, в том числе четырнадцать струнных квартетов
  - песни
- «Рабочий человек»
- «В дальнем рейсе»
- «Далеко от дома»
- «Полевая почта» — исполняет Марк Бернес
- «Бумажный кораблик»[2]
  - сочинения для эстрадного оркестра

## Фильмография

### Художественные фильмы
- 1955 — Сын
- 1957 — Легенда о ледяном сердце
- 1958 — Кочубей
- 1958 — Тихий Дон
- 1959 — Всё начинается с дороги
- 1959 — Снежная сказка
- 1961 — Мишка, Серёга и я
- 1961 — Наш общий друг
- 1961 — Перевал
- 1962 — Коллеги
- 1966 — Душечка
- 1966 — 12 могил Ходжи Насреддина
- 1966 — Человек, которого я люблю
- 1967 — Морские рассказы
- 1967 — Операция «Трест»
- 1968 — Угрюм-река
- 1968 — Журавушка
- 1968 — Один шанс из тысячи
- 1972 — Освобождение
- 1972 — Приваловские миллионы
- 1972 — Свеаборг
- 1972 — Человек на своём месте
- 1973 — С весельем и отвагой
- 1975 — Назначаешься внучкой
- 1975 — Такая короткая долгая жизнь
- 1980 — Дым Отечества
- 1983 — Демидовы
- 1984 — Продлись, продлись, очарованье…
- 1990 — Сталинград
- 1993 — Трагедия века
- 1993 — Ангелы смерти

### Мультипликационные фильмы
- 1948 — Цветик-семицветик
- 1949 — Мистер Уолк
- 1949 — Лев и заяц
- 1950 — Сказка о рыбаке и рыбке
- 1950 — Олень и Волк
- 1950 — Кто первый?
- 1952 — Каштанка
- 1953 — Полёт на Луну
- 1954 — Царевна-Лягушка
- 1954 — Мойдодыр
- 1955 — Храбрый заяц
- 1956 — Девочка в джунглях
- 1956 — Приключения Мурзилки (вып. 1)
- 1958 — Краса ненаглядная
- 1958 — Сказ о Чапаеве
- 1959 — Вернулся служивый домой
- 1959 — Легенда о завещании мавра
- 1960 — «Железные друзья»
- 1960 — Старик Перекати-поле
- 1961 — Кто самый сильный?
- 1962 — Зелёный змий
- 1964 — Дело №…
- 1964 — Кот-рыболов
- 1964 — Вдвое больше («Фитиль» N 27)
- 1965 — Добрыня Никитич
- 1965 — Вы купили зонтик?
- 1969 — Мы ищем кляксу

## Награды и премии
- Сталинская премия третьей степени (1952) — за ораторию «Огни над Волгой»
- Заслуженный деятель искусств РСФСР (20.07.1965)
- Народный артист РСФСР (06.03.1980)